# Jesse Custer
Jesse Custer es un personaje de ficción, protagonista del cómic Preacher, escrito por Garth Ennis e ilustrado por Steve Dillon, publicado por DC Comics (la gran mayoría de portadas fueron hechas por Glenn Fabry).

## Reseña del personaje
Jesse es el reverendo (en contra de su voluntad) de un pequeño pueblo al sur de los Estados Unidos. Súbitamente, mientras da misa un domingo, una poderosísima entidad divina llamada Génesis entra como un meteorito en la iglesia y se fusiona con Jesse, calcinando a todos los presentes salvo al protagonista. Dicha fusión otorga a Jesse el poder de usar su palabra como si de la palabra de Dios se tratara, haciendo que todos los que la oigan obedezcan ciegamente lo que él ordene. Con este poder, el protagonista emprende un viaje de autodescubrimiento y venganza por Estados Unidos, con el objetivo de encontrar a Dios y exigirle una explicación de por qué ha abandonado a su mayor creación (el ser humano). En su aventura le acompañarán Tulip O'Hare, su novia experta en el manejo de armas de fuego, y Proinsias Cassidy, un vampiro irlandés muy dado a la bebida.
En el camino de Jesse se cruzarán varios personajes, entre ellos su esperpéntica familia y una poderosa organización militar y secreta llamada El Grial. Dicha organización secreta es religiosa, y sus objetivos se develan a lo largo de la serie.
Jesse Custer es un fan devoto de las películas sobre el Oeste (Western), pasión plasmada en el espíritu de John Wayne, que solo Jesse ve y que le acompaña en su periplo. Jesse también es un talentoso luchador (aunque aprendiera bajo la tutela de uno de sus peores enemigos, Jody) y un estratega nato. Su estricto sentido del honor, sin embargo, le ha supuesto más de un problema a lo largo de su vida, algunos de ellos muy dolorosos.

## Biografía
Infancia y adolescencia
Jesse Custer es el hijo de John Custer, marine de los EE.UU, y de Cristina L'Angelle, una mujer que huyó de su familia. Los padres se conocieron cuando la madre de Jesse (Cristina) escupió en la cara al joven marine John Custer (el padre), en una manifestación en contra de la guerra de Vietnam. John Custer regresaba de la guerra con dolor por lo que tuvo que vivir allí, y Cristina pronto se arrepintió de haber escupido al soldado. Momentos después, nacería una relación amorosa entre ellos tras descubrir que ambos se sentían solos. Fruto de dicho amor fue el protagonista de la serie, Jesse Custer.
Durante los primeros años de vida de Jesse, su padre le transmitió la pasión que sentía por los cowboys del salvaje Oeste. También le enseñó valores como el respeto y la defensa de las mujeres, el nunca tolerar a los bravucones y el ser una buena persona. Horas antes de la muerte de John Custer, éste le diría algo a Jesse que le marcaría de por vida: "Tienes que ser de los buenos, porque ya hay demasiados malos en el mundo". La felicidad de la pareja duró poco. Tras vivir unos años en paz dirigiendo un pequeño bar, la familia de Cristina les encontró y la obligó a volver a su antiguo hogar (los encargados de llevarla de nuevo a Angelville fueron Jody y T.C, dos matones que tienen cierta importancia en la saga) junto a Jesse y su padre John que, a pesar de que logró pegar una buena paliza a los dos matones, terminó siendo derrotado.
Jesse era un niño cuando fue mandado a Angelville junto a sus padres. Angelville era el lugar donde su madre nació, y allí estuvieron bajo la "tutela" de la matriarca de la familia L'Angelle (Marie L'Angelle), quien enseñó a Jesse religión y le educó con el objetivo de amar y temer a Dios. Mientras, John y Cristina (los padres de Jesse) fueron obligados a casarse, y la matriarca de la familia les dijo que si intentaban escapar de Angelville morirían. Una noche, John Custer planeó una fuga con su mujer e hijo que debía efectuarse tras estar un tiempo obedeciendo a la matriarca sin rechistar para que no sospechara. Desgraciadamente, John, Cristina y su hijo Jesse fueron atrapados mientras huían, y Jody (el brazo derecho de la matriarca L'Angelle) mató al padre de Jesse delante de sus ojos. Tras llorar furiosamente y oír una frase de total desprecio del verdugo de su padre, Jesse se prometió a sí mismo no llorar nunca más.
Tras el incidente, Jesse tuvo un infancia siniestra y no exenta de sufrimiento; cada vez que Jesse decía una palabrota, la matriarca de la familia, Jody y T.C le metían en un ataúd bajo el agua con un tubo que le daba oxígeno. Solía pasarse una semana entera dentro de dicho ataúd, por lo cual cuando salía de él estaba terriblemente desnutrido y sucio, puesto que no tenía lugar donde hacer sus necesidades. Lo único que le hacía olvidar su vida miserable eran su madre, su perro y su único y mejor amigo, Billy - Bob, un joven con un solo ojo por culpa de los matrimonios incestuosos en su familia. Con el tiempo, cada una de esas cosas que Jesse amaba se las irían arrebatando cruelmente su abuela y sus lugartenientes, Jody y T.C. Fue mayoritariamente educado por su madre mientras que Jody le enseñaba a disparar, pelear y algunos conocimientos de mecánica. Con frecuencia fue enviado al ataúd bajo el agua por plantar cara a sus opresores, Jody T.C. y su abuela.
El hecho de que Jesse no perdiera la cordura durante su traumática infancia fue debido a la compañía y apoyo de un "Amigo imaginario" con la forma de John Wayne, una leyenda del Oeste. En la trama no se llega a explicar del todo esta manifestación espiritual, y no se sabe si es un mecanismo de defensa que la imaginación de Jesse creó para soportar su infancia o si realmente era el espíritu de John Wayne quien le acompañaba. Indudablemente, aquel espíritu fue un apoyo vital para Jesse, y seguiría así incluso después de huir de Angelville.
En plena adolescencia, la muerte de sus padres, y de su mejor amigo Billy - Bob dieron a Jesse la fuerza y el coraje necesarios para escapar de Su familia materna, los L'Angelle, y de su siniestra matriarca, la abuela de Jesse.
Después de Angelville
Durante esa época de su vida, Jesse era un joven gallito, que usaba sus habilidades y sus encantos para conseguir dinero fácil y chicas igual de fáciles. Pero en una ocasión, conoció a una joven que cambiaría su vida y se convertiría en la mujer a quien amaría siempre: Tulip O'Hare. Ambos se enamoraron y, junto a la mejor amiga de Tulip, Amy, vivieron durante un largo período de su juventud robando coches de lujo sin ser nunca atrapados por la policía.
Una de sus aventuras les involucró con una banda de ladrones de caballos que mataban y vendían su carne a un hombre francés. Con la ayuda de un Ranger de Texas, Jesse y Tulip liberaron a los caballos y derrotaron (matándoles a todos) a los ladrones. Jesse ahorcó en un árbol al hombre francés que traficaba con la carne de caballo por robar equinos y por matar al Ranger, a quien Jesse había llegado a respetar y admirar (Visto en Predicador: En lo alto de la silla). 
Durante mucho tiempo, Jesse y Tulip disfrutaron de una vida de delitos y de sexo a través de las autopistas de Estados Unidos. Un día, Jesse planeó hacerle una proposición de matrimonio a Tulip, pero la reaparición de Jody y T.C arruinó el momento. Bajo la amenaza de morir Tulip si no cooperaba, Jesse tuvo que "desaparecer" literalmente de su vida para volver con su abuela, Marie L'Angelle. Tras ser sometido ante su abuela y sus matones Jody y T.C, Jesse se abandonó al alcohol y se convirtió en el reverendo de un pequeño y poco acogedor pueblo de Texas.
A raíz de esa caída en el alcoholismo y de esa "rendición" de Jesse, el espíritu de John Wayne, que le había guiado y arropado espiritualmente a lo largo de su infancia le llamó "mamón", y dejó de acompañar a Jesse. A lo largo de su vida como predicador, Jesse iba acumulando rabia en su interior al ver la hipocresía de su congregación, llena de pecadores y de mala gente. Al ver al comediante Bill Hicks haciendo un monólogo en un lugar que ni el propio Jesse recordaba a causa de sus frecuentes borracheras, decidió ir al bar donde normalmente se reunían los pueblerinos del sitio donde predicaba, y empezó a acusar de sus pecados a todos ellos. Empezó a soltar todos los trapos sucios del pueblo (trapos realmente bizarros, como la violación de una chica por parte de dos tipos del pueblo, o la grabación de una película pornográfica entre una pueblerina y un caballo), hasta el momento en que uno de los parroquianos le golpeó por la espalda con un taco de billar, dejando a Jesse inconsciente.
- Datos: Q3808118